# Leopold Karel z Windischgrätze
Leopold Karel Josef František de Paula Adam Ignác, hrabě z Windisch-Graetze, německy Leopold Karl Joseph Franz de Paula Adam Ignaz Graf von Windisch-Graetz (15. listopadu 1718 pokřtěn ve vídeňském kostele sv. Michaela – 13. února 1746 Vídeň) byl rakouský šlechtic z hraběcího rodu Windischgrätzů.

## Život
Narodil se jako syn diplomata říšského hraběte Leopolda Viktorína z Windisch-Graetze (17. září 1686 Řezno – 19. prosince 1746 Vídeň) a jeho manželky Marie Ernestiny ze Strassolda (1695–1766), dcery hraběte Marzia ze Strassolda (1663–1732) a hraběnky Aurory Aldegondy ze Strassoldo-Klingenfelsu (1668–1749).  
Leopold Karel zemřel na neštovice 13. února 1746 ve věku 27 let ve Vídni a tam byl také pohřben. Také jeho manželka Marie Antonie zemřela na neštovice 17. ledna 1746 a rovněž tak jeho otec 19. prosince téhož roku.

### Manželství a potomstvo
Leopold Karel se dne 17. února 1743 ve Vídni oženil s hraběnkou Marií Antonií z Khevenhülleru (29. března 1726 Vídeň – 17. ledna 1746 tamtéž), dcerou polního maršála, hraběte Ludvíka Ondřeje z Khevenhülleru (1683–1744) a jeho ženy hraběnky Filipíny Marie Anny Josefy z Lambergu (1695–1762). 
Leopold Karel a Marie Antonie z Kevenhülleru měli tři syny, z nichž pouze Josef Mikuláš dosáhl dospělosti: 
- Gottlieb (31. prosince 1743 – 1. února 1744)
- Josef Mikuláš (6. prosince 1744 Vídeň – 24. ledna 1802 Štěkeň, Čechy), svobodný pán z Valdštejna, v roce 1770 doprovázel arcivévodkyni Marii Antoinettu do Francie a stal se komorníkem jejího syna Ludvíka. Josef Mikuláš byl dvakrát ženatý, I.) dne 12. října 1766 se ve vídeňském paláci oženil s uherskou hraběnkou Marií Josefou Erdődyovou z Monyorókeréku a Monoszló (5. dubna 1748 – 10. dubna 1777), II.) dne 30. srpna 1781 v Bruselu s princeznou vévodkyní Leopoldinou z Arenbergu (30. července 1751 – 26. srpna 1812)
- Leopold Josef (7. října 1745 – 5. června 1746)

Na konci roku 1746, když zemřel Leopold Karel, jeho manželka i otec, byl ze širší rodiny naživu jen dvouletý syn Josef Mikuláš (1744–1802), který se stal zakladatelem knížecí linie rodu Windischgrätzů, avšak ještě v době nezletilosti přišel o značnou část majetku kvůli zděděným dluhům.
Vnuk Leopolda Karla, Alfred Windischgrätz (1787–1862), se stal v roce 1804 prvním knížetem z Windisch-Graetze a dosáhl hodnosti rakouského polního maršála.